# Кобі ван Бален
Кобі ван Бален (нід. Coby van Baalen, 6 квітня 1957) — нідерландська вершниця.
Срібна призерка Олімпійських Ігор 2000 року в командній виїздці.
Срібна призерка Чемпіонату Європи з виїздки 1999 року в командній виїздці.
Срібний призер Всесвітніх ігор з кінного спорту 1998 року.